# IC 3
IC 3 ist eine elliptische Galaxie vom Hubble-Typ E/S0 im Sternbild Fische auf der Ekliptik. Sie ist schätzungsweise 248 Millionen Lichtjahre von der Milchstraße entfernt und hat einen Durchmesser von etwa 70.000 Lichtjahren. Vom Sonnensystem aus entfernt sich die Galaxie mit einer errechneten Radialgeschwindigkeit von näherungsweise 5.400 Kilometern pro Sekunde.
Im selben Himmelsareal befinden sich unter anderem die Galaxien PGC 754, PGC 143329, PGC 1144360 und PGC 1148224.
Das Objekt wurde am 27. August 1892 vom französischen Astronomen Stéphane Javelle entdeckt.